# 日本—土耳其關係
日本與土耳其的關係 (羅馬化：Nihon to Toruko no Kankei)泛指日本與土耳其之間的外交關係。目前日本在安卡拉設有大使館、在伊斯坦堡設有總領事館。土耳其在東京也設有大使館、在名古屋設有領事館。雙邊關係常被描述為「緊密」。

## 政治关系
土耳其和日本都是经济合作与发展组织 （OECD）、G20 和世界贸易组织 （WTO） 的成员。此外，土耳其是欧洲委员会和欧洲安全与合作组织 （OSCE） 的成员国，而日本是观察员。
有 4,444 名（2010 年） 土耳其公民居住在日本，构成了土耳其与日本关系的一个重要方面。
日本-土耳其协会成立于 1926 年，此后一直通过研讨会、艺术、语言和文化交流甚至烹饪交流活动来促进日本和土耳其之间的友好关系。
土耳其-日本文化对话协会成立于 2006 年，但记录了自 1873 年以来日本和土耳其之间的文化和其他类型的交流活动。
根据日本外务省 2012 年在土耳其进行的公众调查，83.2% 的受访者回答日本和土耳其之间的关系是“友好”或“几乎友好”。
日本批评了 2019 年土耳其对叙利亚东北部的攻势。日本外务大臣茂木敏充（Toshimitsu Motegi）在一份声明中表示：“日本深感担忧，最近的军事行动将使叙利亚危机的解决更加困难，并导致人道主义局势进一步恶化。日本再次强调其立场，即叙利亚危机无法通过任何军事手段解决。

在日产前高管卡洛斯·戈恩 （Carlos Ghosn） 逃跑期间，两国进行了合作。